# Enizemum townesae
Enizemum townesae là một loài tò vò trong họ Ichneumonidae.